# Reiss Nelson
Reiss Luke Nelson (* 10. Dezember 1999 in London) ist ein englischer Fußballspieler. Der Rechtsaußen steht als Leihspieler des FC Arsenal  beim FC Fulham unter Vertrag und ist ehemaliger Juniorennationalspieler.

## Karriere

### Vereine
Nelson, Sohn eines Vaters aus Simbabwe und einer britischen Mutter, wechselte 2007 in die Nachwuchsakademie des FC Arsenal. Für die erste Mannschaft des Vereins debütierte er am 6. August 2017 beim Spiel um den FA Community Shield gegen den FC Chelsea. Im Spiel wurde Nelson in der 87. Minute für Danny Welbeck eingewechselt und gewann mit seinem Team das Spiel im Elfmeterschießen. In der Spielzeit 2017/18 wurde Nelson von Trainer Arsène Wenger dreimal in der Premier League eingesetzt.
Ende August 2018 wurde Nelson bis zum Ende der Saison 2018/19 an den Bundesligisten TSG 1899 Hoffenheim verliehen. Bei seinem Bundesligadebüt am 15. September 2018, dem 3. Spieltag jener Saison, erzielte er bei der 1:2-Auswärtsniederlage gegen Fortuna Düsseldorf auch seinen ersten Bundesligatreffer zum zwischenzeitlichen Ausgleich. Im Oktober 2018 gewann Nelson den Rookie Award der Bundesliga. Mit der TSG verpasste er als Tabellenneunter die Qualifikation für einen europäischen Wettbewerb. Der Flügelspieler steuerte in 23 Einsätzen sieben Treffer bei und wurde im letzten Saisonspiel verabschiedet.
Nach seiner Rückkehr zu Arsenal wurde er von Unai Emery in den Kader der 1. Mannschaft befördert und absolvierte in der Saison 2019/20 17 Ligabegegnungen. Außerdem gewann er mit dem Verein den FA Cup, in dessen K.-o.-Phase er selbst ab dem Viertelfinale allerdings nicht mehr zum Einsatz kam. In der darauffolgenden Spielzeit lief Nelson nur noch selten auf, weswegen für die Saison 2021/22 ein einjähriges Leihgeschäft mit dem niederländischen Erstligisten Feyenoord Rotterdam vereinbart wurde. Zuvor war auch erneutes Interesse aus der deutschen Bundesliga bekundet worden.
Im Sommer 2023 verlängerte er seinen Vertrag in London bis 2027. Im August 2024 wurde er an den FC Fulham verliehen.

### Nationalmannschaft
Nelson durchläuft seit der U16 die Jugendnationalmannschaften des englischen Fußballverbandes. Im Mai 2016 nahm er mit der U17-Nationalmannschaft an der U17-Europameisterschaft in Aserbaidschan teil. Im Turnier kam Nelson viermal zum Einsatz, erzielte drei Tore und scheiterte mit seinem Team im Viertelfinale an Spanien.

## Erfolge
FC Arsenal
- FA-Community-Shield-Sieger: 2017, 2020
- FA-Cup-Sieger: 2020

Feyenoord Rotterdam
- UEFA-Europa-Conference-League-Finalist: 2022

Persönliche Auszeichnungen
- Bundesliga Rookie des Monats: Oktober 2018[5]